# Geisel Library
La Geisel Library (« bibliothèque Geisel ») est le principal bâtiment abritant les bibliothèques du campus de l'université de Californie à San Diego, à La Jolla, à San Diego, en Californie. Bâtiment symbolique de l'université, il apparaît sur son logotype.
Réalisé par l'architecte William Pereira et inauguré en 1970, le bâtiment est nommé en 1995 d'après l'illustrateur américain Theodor Seuss Geisel.
La bibliothèque est membre du Pacific Manuscripts Bureau.

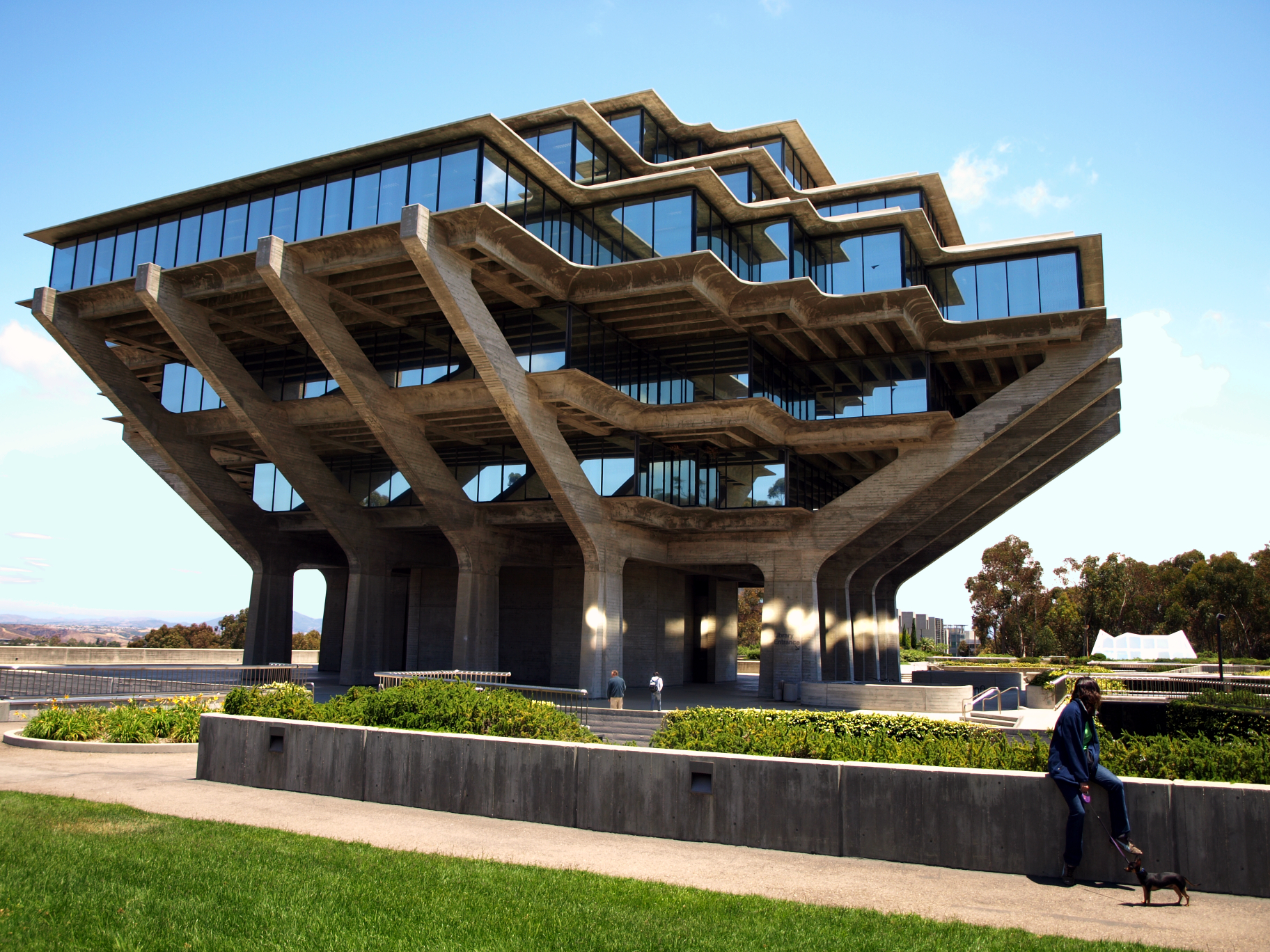
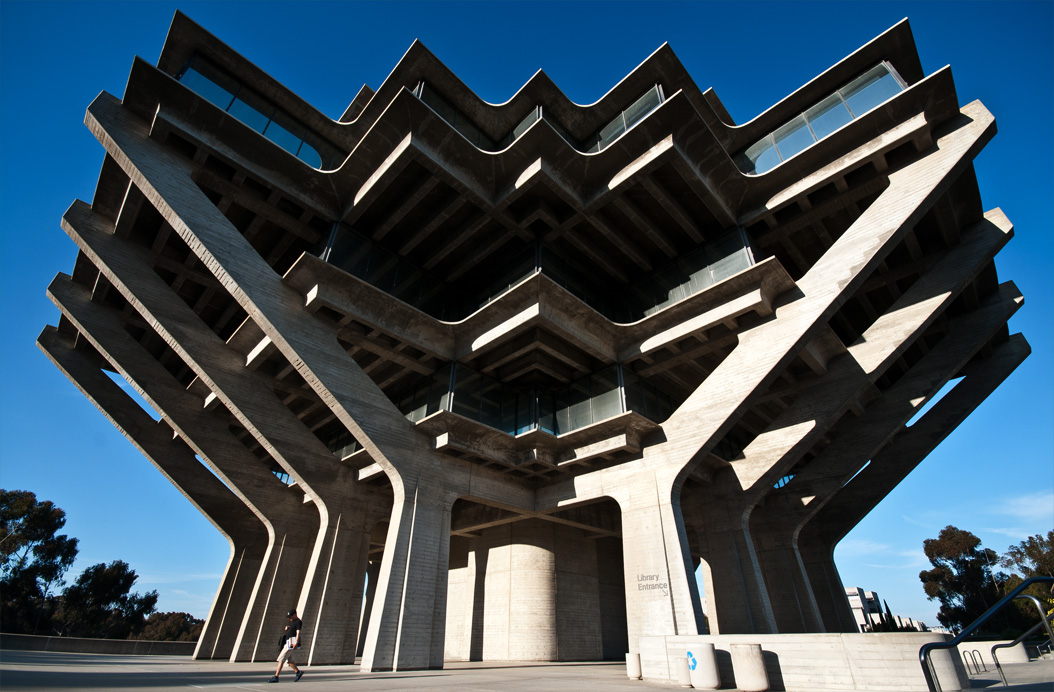
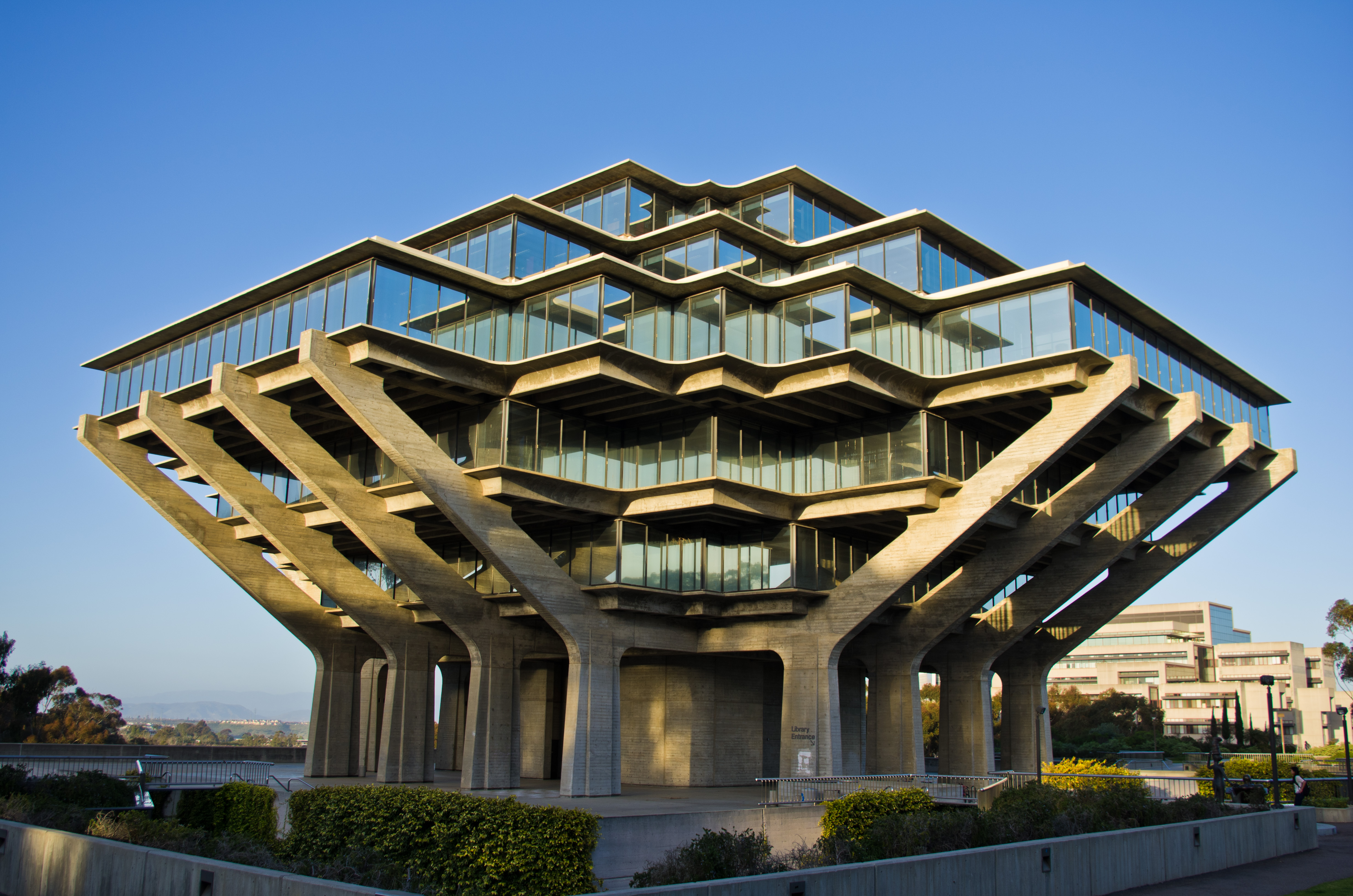
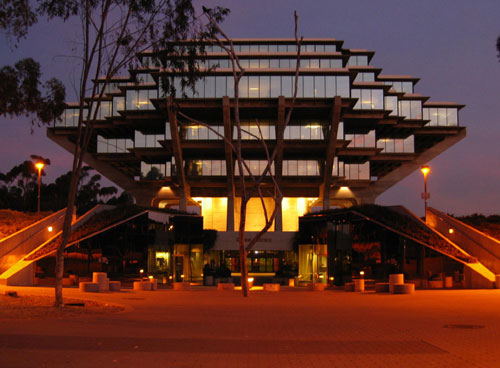